# 2009 год в политике России

## Январь

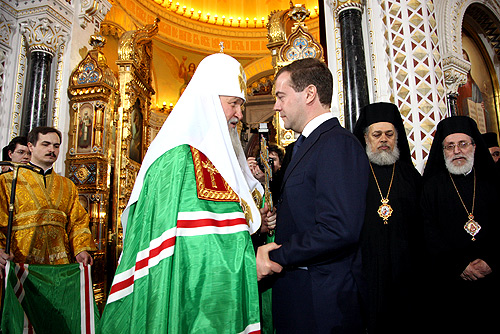
Интронизация патриарха Кирилла (поздравление президента России Дмитрия Медведева). Фотография пресс-службы президента России, 1 февраля 2009 г.

- В январе 2009 года продолжился и завершился газовый конфликт между Россией и Украиной 2008—2009 года.
- 1 января — в 10:00 по московскому времени Газпром прекратил поставки газа на Украину в полном объёме[1]. Продолжился газовый конфликт между Россией и Украиной 2008—2009 года.
- 25—27 января — внеочередной Архиерейский Собор Русской православной церкви. Поместный Собор Русской православной церкви избрал нового Патриарха Московского и всея Руси. Им стал Кирилл.

## Март
- 1 марта состоялись региональные выборы в 79 субъектах Российской Федерации. Всего состоялось более 3 тысяч выборов различного уровня и местных референдумов. В девяти субъектах федерации проходили выборы депутатов законодательных собраний, в десяти городах проходили выбора мэра. По итогам голосования в большинстве регионов победу одержала пропрезидентская партия «Единая Россия».

## Апрель
- 26 апреля состоялись выборы мэра Сочи. Выборы привлекли интерес в связи с проведением в городе в 2014 году Зимней Олимпиады. По результатам голосования в первом туре с большим перевесом победил кандидат от партии «Единая Россия» Анатолий Пахомов.

## Май
- 16 мая образована Комиссия по противодействию попыткам фальсификации истории в ущерб интересам России.

## Июль
- 6 июля Россию с трёхдневным визитом посетил президент США Барак Обама.
- 31 июля на Триумфальной площади города Москвы прошла первая акция в рамках «Стратегии-31»

## Сентябрь
- 10 сентября президент России Дмитрий Медведев опубликовал статью «Россия, вперёд!», где изложил своё представление о будущем развитии России и сформулировал задачи, которые предстоит решить.
- Российские войска участвовали в совместных с Белоруссией учениях «Запад-2009», которые завершились 28 сентября.

## Октябрь
- 11 октября состоялись выборы в Московскую городскую думу пятого созыва, а также выборы в Тульскую областную думу и Государственное собрание Республики Марий Эл. Победу одержала партия «Единая Россия».

## Ноябрь
- 4 ноября прошёл очередной «Русский марш». В Москве были проведены две крупные акции: «Русский марш» националистов в Люблино и митинг, организованный движением «Наши».